# 정지화
정지화(鄭知和, 1613년 ~ 1688년)은 조선 후기의 문신이며, 좌의정을 지냈다. 자는 예경(禮卿), 호는 남곡(南谷). 본관은 동래. 영의정 정태화와 사촌간이다. 

## 가족 관계
- 조부 : 정창연(鄭昌衍, 1552 ~ 1636) - 좌의정(左議政)
- 조모 : 한세건(韓世建)의 딸 청주 한씨
  - 부친 : 정광경(鄭廣敬, 1586 ~ 1644)
- 외조부 : 민유경(閔有慶, 1565 ~ ?)[1]
- 외조모 : 부사(兵使), 증 영의정(贈 領議政) 이제신(李濟臣)의 딸 전의 이씨
  - 모친 : 민숙정(閔淑靜, 1586 ~ ?)
    - 누나 : 정태을(鄭太乙, 1605 ~ ?)
    - 형 : 정지화(鄭至和, 1606 ~ ?)
    - 형 : 정채화(鄭采和, 1611 ~ 1677)
    - 여동생 : 정영(鄭英, 1614 ~ ?)
    - 여동생 : 정무영(鄭戊英, 1618 ~ ?)
    - 남동생 : 정이화(鄭以和, 1622 ~ ?)
    - 부인 : 이정남(李井男)의 딸 경주 이씨
      - 양자 : 정재희(鄭載禧, 1631 ~ 1711) - 형 정지화(鄭至和)의 아들

## 생애
인조 때 문과에 급제해서 부수찬, 정언, 지평, 사서, 부수찬, 수찬, 교리, 부교리, 이조좌랑을 거쳐 암행어사가 되고 부교리, 부수찬을 거쳐 수찬, 부수찬, 이조정랑이 되고 부교리, 이조정랑, 응교, 겸필선, 집의를 거쳐 응교, 부응교에 이어 원주목사로 나가 외직에서 민정을 다스리고, 집의와 보덕을 거쳐 서장관으로 중국에 다녀오고 승지로 있다가 황해도관찰사가 되고, 승지, 대사간, 이조참의가 되고, 대사간과 승지를 거쳐 광주부윤이 되고, 이후 전라도관찰사로 임명되고, 대사간과 이조참의를 거쳐 황해도관찰사가 되고, 형조참판, 대사헌, 한성부우윤, 대사간을 거쳐 병조참판, 예조참판이 되고 도승지, 대사간을 거쳐 경기도관찰사가 되고, 한성부우윤, 병조참판, 평안도관찰사, 형조참판, 대사헌, 예조참판, 도승지, 호조참판, 대사헌을 거쳐 호조판서, 대사헌이 되었다. 이후 대사헌, 지의금부사, 형조판서를 하며 제조를 겸임하고, 동지정사로 중국에 다녀온 뒤, 예조판서, 대사헌, 형조판서를 하고 선공감제조를 겸임, 이후 동지정사로 중국에 다녀온 뒤 대사헌, 형조판서, 예조판서를 하고 대사헌, 한성부판윤, 형조판서를 수차례 하고, 이후 대사헌, 형조판서, 예조판서에 이어 제조를 겸임하고 판의금부사, 예조판서에 이어 우의정을 거쳐 좌의정이 되고, 판중추부사로 전직하고 행판중추부사까지 된다.
1680년(숙종 6년) 보사원종공신 1등(保社原從功臣一等)에 책록되었다.